# Ferrantino Malatesta
Ferrantino Malatesta (1258 - 12 de noviembre de 1353) fue un señor de Rimini y varias otras tierras en el norte de Italia, miembro de la familia Malatesta.

## Biografía
Hijo de Malatestino Malatesta, se convirtió en señor de Rimini después de la muerte de su tío Pandolfo Malatesta. Ferrantino había sido anteriormente el podestà de Bolonia, Florencia, Padua, Forlì, Cesena y otras ciudades. En 1330 fue expulsado de Rímini por el legado papal, a través de las intrigas de su tío Malatesta III Malatesta  de Pesaro. Ferrantino gobernó nuevamente brevemente desde 1334 hasta 1335, cuando fue encarcelado por su tío Malatesta Guastafamiglia. Murió en Rímini en 1353.